# Paralacydes fuscovenata
Paralacydes fuscovenata är en fjärilsart som beskrevs av Max Bartel 1903. Paralacydes fuscovenata ingår i släktet Paralacydes och familjen björnspinnare. Inga underarter finns listade i Catalogue of Life.